# Вера Бужаровска
Вера Бужаровска (на македонска литературна норма: Вера Бужаровска) е писателка и публицистка от Република Македония.

## Биография
Вера Бужаровска е родена на 7 декември 1931 година в Битоля, тогава Кралство Югославия, днес Северна Македония. Писателската си кариера започнава в 1962 година с публикуването на детската книжка „Стоп“, в жанра Слезабавна и поучителна литература за най-младата читателска публика. След това нейното творчество продължава с над 40 творби в проза и поезия – предимно повести, в чиито център е жената и нейната съдба в патриархалната среда. В творческия ѝ опус изпъква романът „Акчилница“ – впечатляваща автобиографична снимка на детството на авторката и град Битоля в предвоенните и военните 40-те години на XX век.
В последните две десетилетия от живота си Вера Бужаровска работи върху провокативни теми от всекидневието, свързани с политическия живот и престъпността, които ѝ носят популярност сред най-широката читателска публика. Сред по-известните ѝ творби са „Трите жени на Усеин“, „Затвор за жени“, „Авторот е обвинет за убиство“, „ТАТ“, „Креветот на проституката“, „Братот на министерот“, „Го открив атентаторот“ и други. Много нейни творби са преведени на няколко езика. Пише в изданията „Политика експрес“ и „Илустрована политика“ в 70-те години на XX век. Авторка е на радио и телевизионни сценарии.
Умира в Скопие на 3 декември 2013 година.